# Geneviève Élisabeth Disdéri
Geneviève Élisabeth Disdéri, nata Élisabeth Geneviève Francart (Parigi, 1817 circa – Parigi, 16 dicembre 1878), è stata una fotografa francese.

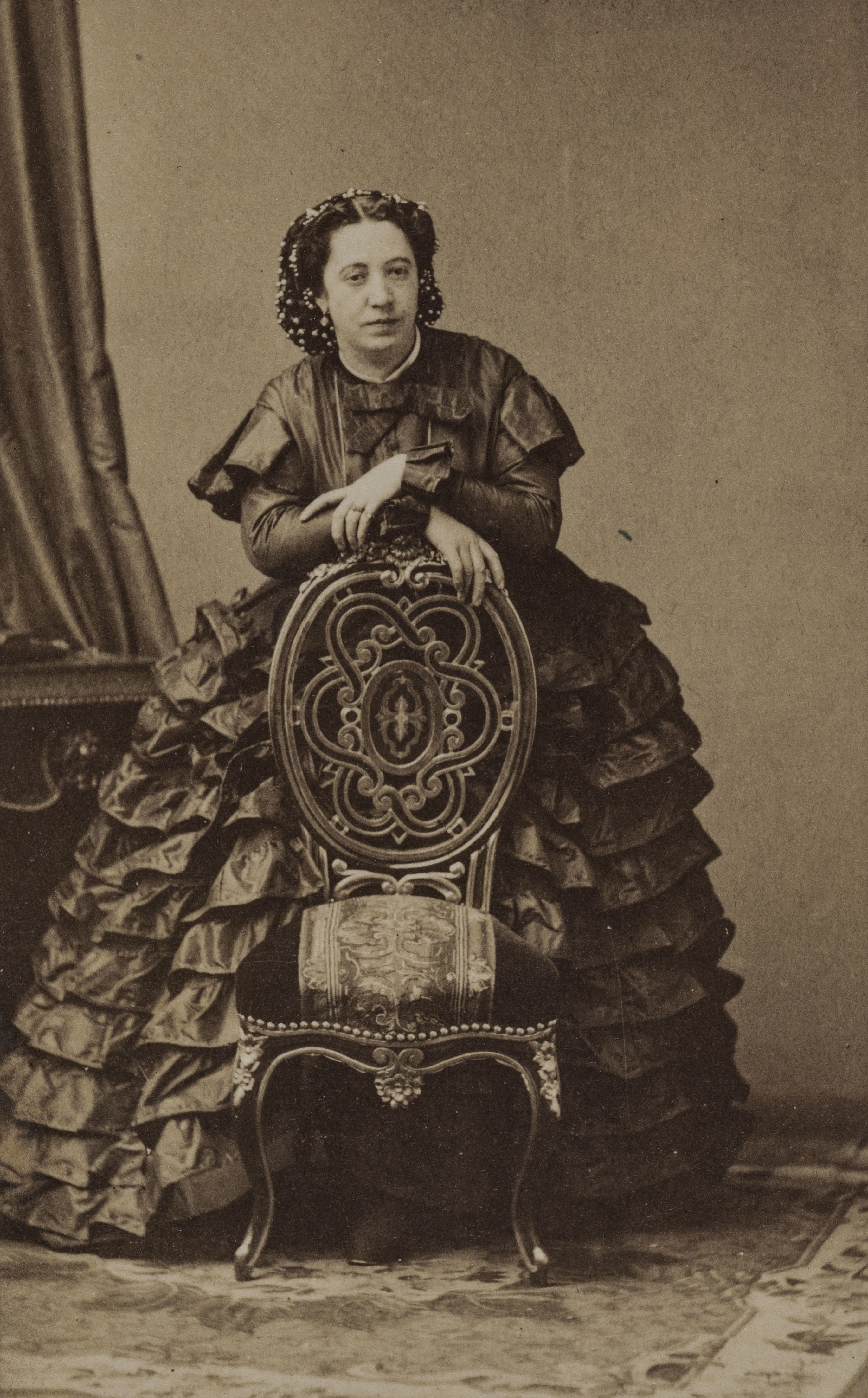
Élisabeth Geneviève, la moglie di Disdéri attorno al 1870

è stata una delle prime fotografe professioniste al mondo, attiva solo poco dopo Franziska Möllinger, Bertha Wehnert-Beckmann e Brita Sofia Hesselius.

## Biografia
Figlia di Nicolas e Geneviève Joséphine Ternois. Suo padre, un industriale che lavorava anche a Brest, morì nel 1832.
Dal alcune notizie si suppone che lei padroneggiasse il dagherrotipo anche prima di incontrare a Parigi André-Adolphe-Eugène Disdéri che sposò nel 1943 e con il quale ebbe sei figli, di cui uno soltanto sopravvisse, Jules (c. 1851-1880). Insieme nel 1948 decisero di trasferirsi a Brest dove aprirono uno studio fotografico, aiutati dalla sorella di lei che lavorava a Brest, rilevando un atelier fotografico già esistente. Le prime fotografie della coppia riportavano la dicitura “Monsieur e Madame Disdéri”.
Sono anni in cui lavoravano moltissimo in coppia ed è difficile stabilire con certezza a chi appartenesse questa o quella fotografia. In seguito a difficoltà finanziarie e politiche e alla separazione della coppia, nel dicembre 1852 o nel gennaio 1853, lui lasciò Brest per recarsi a Nimes dove con l'aiuto di amici sperimentò alcuni procedimenti chimici. Dopo un anno tornò a Parigi e dove brevettò il noto procedimento carte de visite con cui in breve tempo divenne ricco e famoso.
Geneviève Élisabeth rimase a Brest dove continuò a lavorare fino alla fine degli anni '60 del XIX secolo. Anche lei ha realizzato "carte de visite" perché a quel tempi ai fotografi venivano richiesti soprattutto ritratti. Lei fece anche molte foto all'aperto nonostante le attrezzature da portare fossero decisamente pesanti ed ingombranti e i tempi di posa lunghi. Per questo motivo si specializzò nelle foto di architettura di Brest, divenendo famosa per la pubblicazione Brest e dintorni nel 1856, legando il suo nome alle fotografie delle rovine dell'Abbazia Saint-Mathieu de Fine-Terre e del Cimitero di Plougastel, andato distrutto, di cui resta solo il Calvario di Plougastel-Daoulas. Queste immagini, entrambe scattate nel 1856, sono state acquistate da George Cromer, un collezionista americano.
Dopo il 1860 le notizie sulla sua vita si diradano. Sappiamo che si trasferì a Parigi nel 1872 dove aprì un proprio studio fotografico e che morì nel 1878 in ospedale, all'età di 61 anni. Fu sepolta nel Cimitero parigino d'Ivry.

## Retaggio culturale
Diverse sue fotografie sono conservate presso il George Eastman House si Rochester negli USA.

## Galleria (selezione)

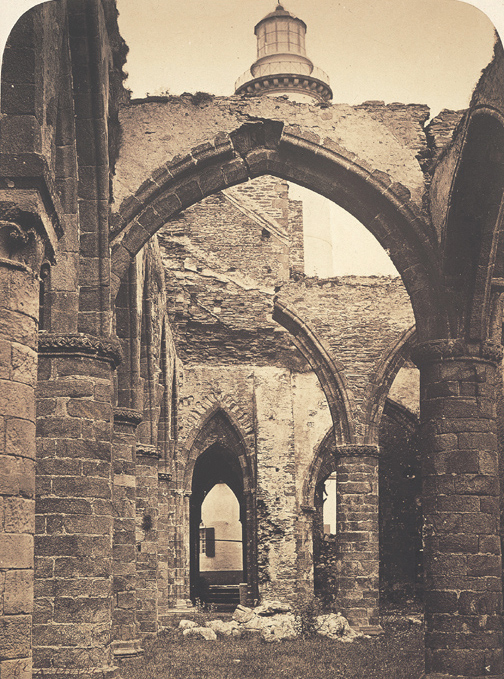
le rovine dell'Abbazia Saint-Mathieu de Fine-Terre
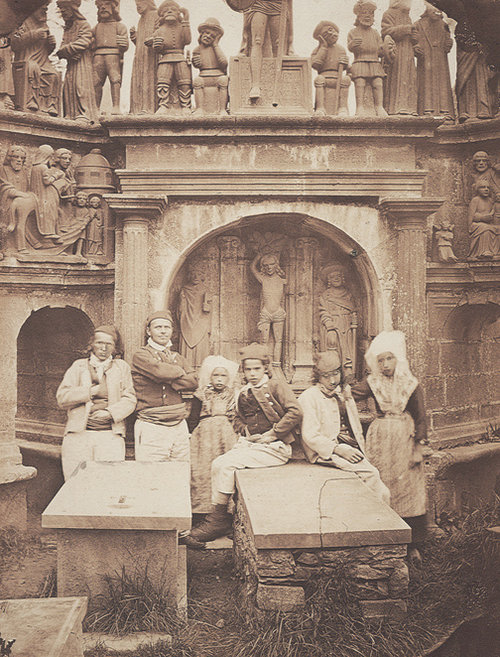
il cimitero di Plougstel con dietro il Calvario di Plougastel-Daoulas
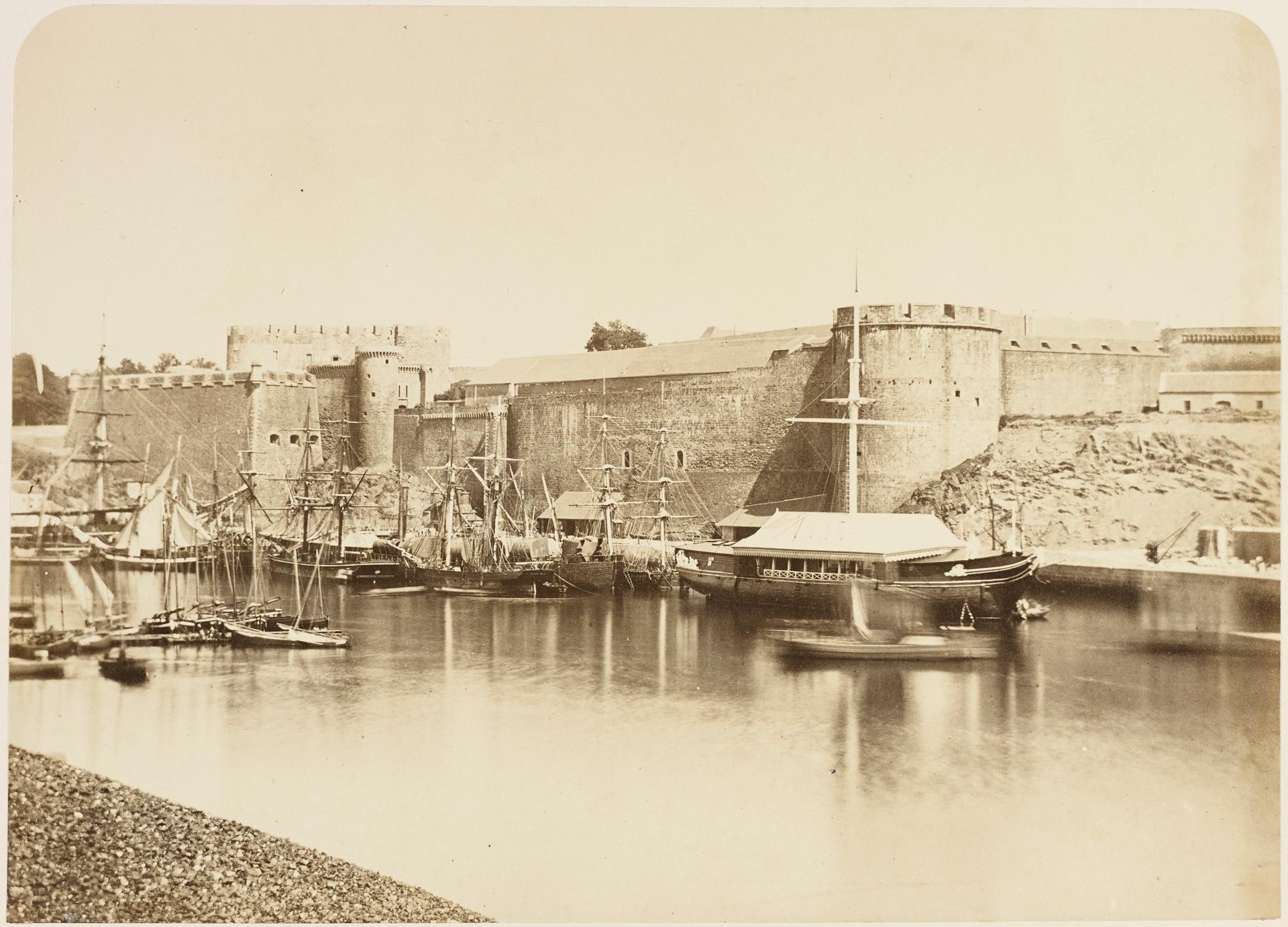
il Castello di Brest
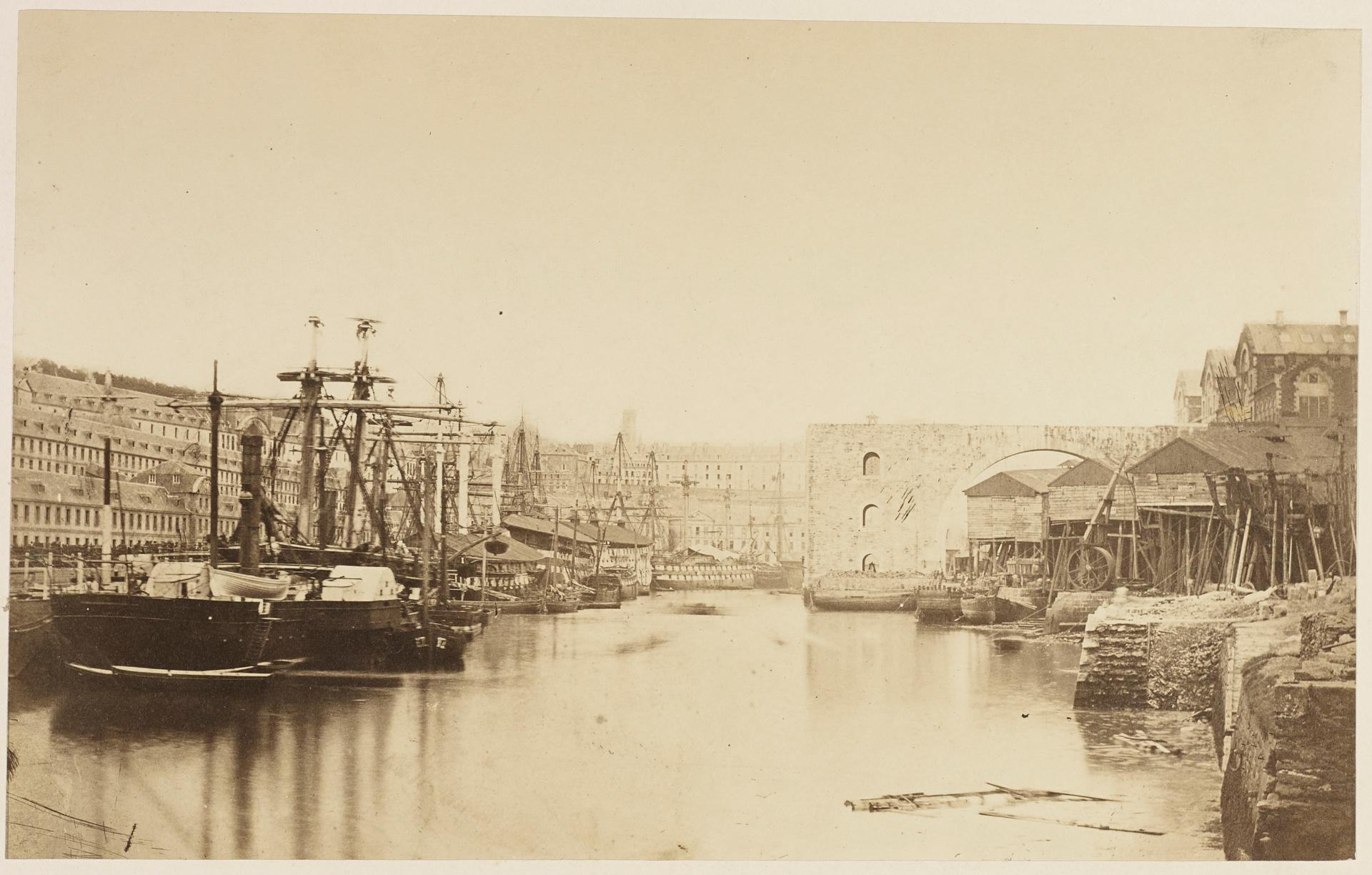
il porto militare di Brest nel 1856